# Пеньйон-де-Велес-де-ла-Гомера
Пеньйон-де-Велес-де-ла-Гомера (ісп. Peñón de Vélez de la Gomera) — скелястий півострів у південно-західній частині Середземного моря, сполучений із материковою територією Марокко вузьким піщаним перешийком. До 1934 року був островом. Він також пов'язаний скелястим перешийком із меншим острівцем на сході — Ла-Іслета.
Велес-де-ла-Гомера, разом із Ла-Іслета, належить до Суверенних територій Іспанії (ісп. Plazas de soberanía) — історичних заморських володінь, що перебувають у веденні іспанського центрального уряду. Населення цієї суверенної території складається лише з невеликого числа іспанських військовослужбовців.

## Географія
Пеньон-де-Велес-де-ла-Гомера розташований за 119 км (73,94 милі) на південний схід від Сеути. До 1934 року він був природним островом в Альборанському морі, але тогоріч потужний шторм намив велику кількість піску у вузьку протоку між островом і африканським континентом, перетворивши його на півострів. Нині цей півострів з'єднаний з узбережжям Марокко піщаним перешийком шириною 85 метрів, найкоротшим у світі прикладом суходільних кордонів. Острів має довжину 400 м (з північного заходу на південний схід), та ширину до 100 м з площею близько 1,9 га (19 000 м2).

## Історія

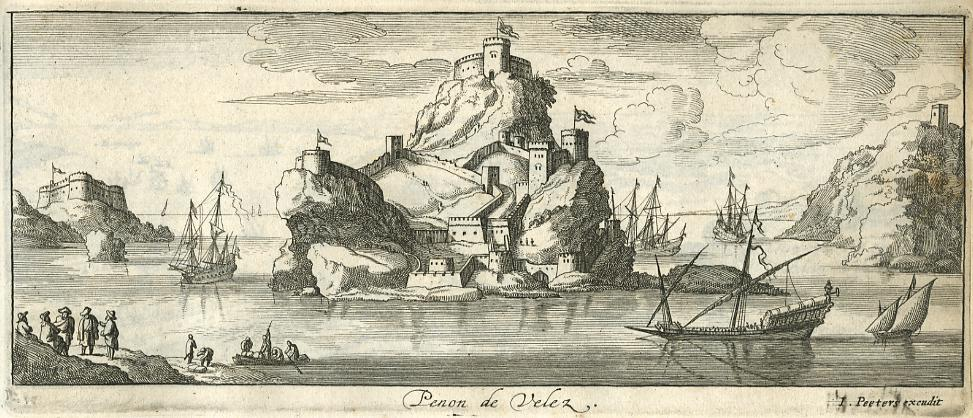
Іспанська фортеця на острові Пеньон-де-Велес. (гравюра 2 пол. XVII ст)

У 1508 році іспанський загін на чолі з Педро Наварро провів успішну операцію із захоплення Пеньйону-де-Велес поблизу Бадіса, що до того утримувався піратами, які постійно атакували та грабували узбережжя південної Іспанії.
У 1522 році Іспанія втратила Пеньон у результаті нападу марокканських берберів, який призвів до загибелі всього іспанського гарнізону.
У 1554 році Алі Абу Хассун, ваттасидський правитель Марокко, передав Пеньон і Бадіс османам, які допомогли йому відновитись на троні. Османська імперія використовували Бадіс і Пеньйон як базу для берберських корсарів, що діяли в районі Гібралтарської протоки. Ця діяльність непокоїла нового саадитського султана Марокко Абдаллах аль-Галіба, який почав побоюватися, що османи можуть використовувати Пеньйон і сусіднє місто Бадіс як базу, з якої можна здійснити завоювання всього Марокко, як це раніше вже відбулось із сусідніми Алжиром, Іфрикією та Триполітанією.
У 1564 році форт острів при підтримці португальців захопив іспанський флот на чолі з Франсішку Баррету і Гарсіа де Толедо, після чого Абдаллах аль-Галіб евакуював марокканське населення з Бадіса та Пеньона та офіційно передав їх іспанцям. Після цього знелюднене місто Бадіс поступово занепало і зруйнувалось, а Пеньйон дотепер перебуває в складі іспанських суверенних територій.
У 2012 році територію окупувала група марокканських самопроголошених активістів, що входили до Комітету визволення Сеути та Мелільї, керівником якого був Яхья Яхья.

## Управління територією
Пеньон-де-Велес-де-ла-Гомера управляється безпосередньо з Мадрида.

## Транспорт
На територію добираються переважно вертольотами. Вертолітний майданчик, розташований на північному узбережжі острова біля наземного входу в Пеньон-де-Велес-де-ла-Гомера.